# Harpinia shurini
Harpinia shurini är en kräftdjursart. Harpinia shurini ingår i släktet Harpinia och familjen Phoxocephalidae. Inga underarter finns listade i Catalogue of Life.